# Willia calobolax
Willia calobolax är en bladmossart som beskrevs av Lightowlers 1985. Willia calobolax ingår i släktet Willia och familjen Pottiaceae. Inga underarter finns listade i Catalogue of Life.